# Tour des Alpes-Maritimes et du Var 2020
Le Tour des Alpes-Maritimes et du Var 2020, est la 52e édition de cette course cycliste sur route masculine. Il a lieu du 22 au 23 février 2020 dans les départements des Alpes-Maritimes et du Var, dans le sud de la France, et fait partie du calendrier UCI Europe Tour 2020 en catégorie 2.1. 

## Présentation

### Équipes
Classé en catégorie 2.1 de l'UCI Europe Tour, le Tour du Haut-Var est par conséquent ouvert aux WorldTeams dans la limite de 50 % des équipes participantes, aux équipes continentales professionnelles, aux équipes continentales et aux équipes nationales.
18 équipes participent à ce Tour du Haut-Var - 4 WorldTeams, 11 équipes continentales professionnelles, et 3 équipes continentales :
| WorldTeams (8)- AG2R La Mondiale - CCC Team - Cofidis - EF Pro Cycling - Groupama-FDJ - NTT Pro Cycling - Team Sunweb - Trek-Segafredo ProTeams (7)- Arkéa-Samsic - Bingoal-Wallonie Bruxelles - B&B Hotels-Vital Concept p/b KTM - Nippo Delko One Provence - Rally Cycling - Riwal Readynez - Total Direct Énergie Équipes continentales (3)- Saint Michel-Auber 93 - Swiss Racing Academy - Natura4Ever-Roubaix Lille Métropole |
| |

### Favoris

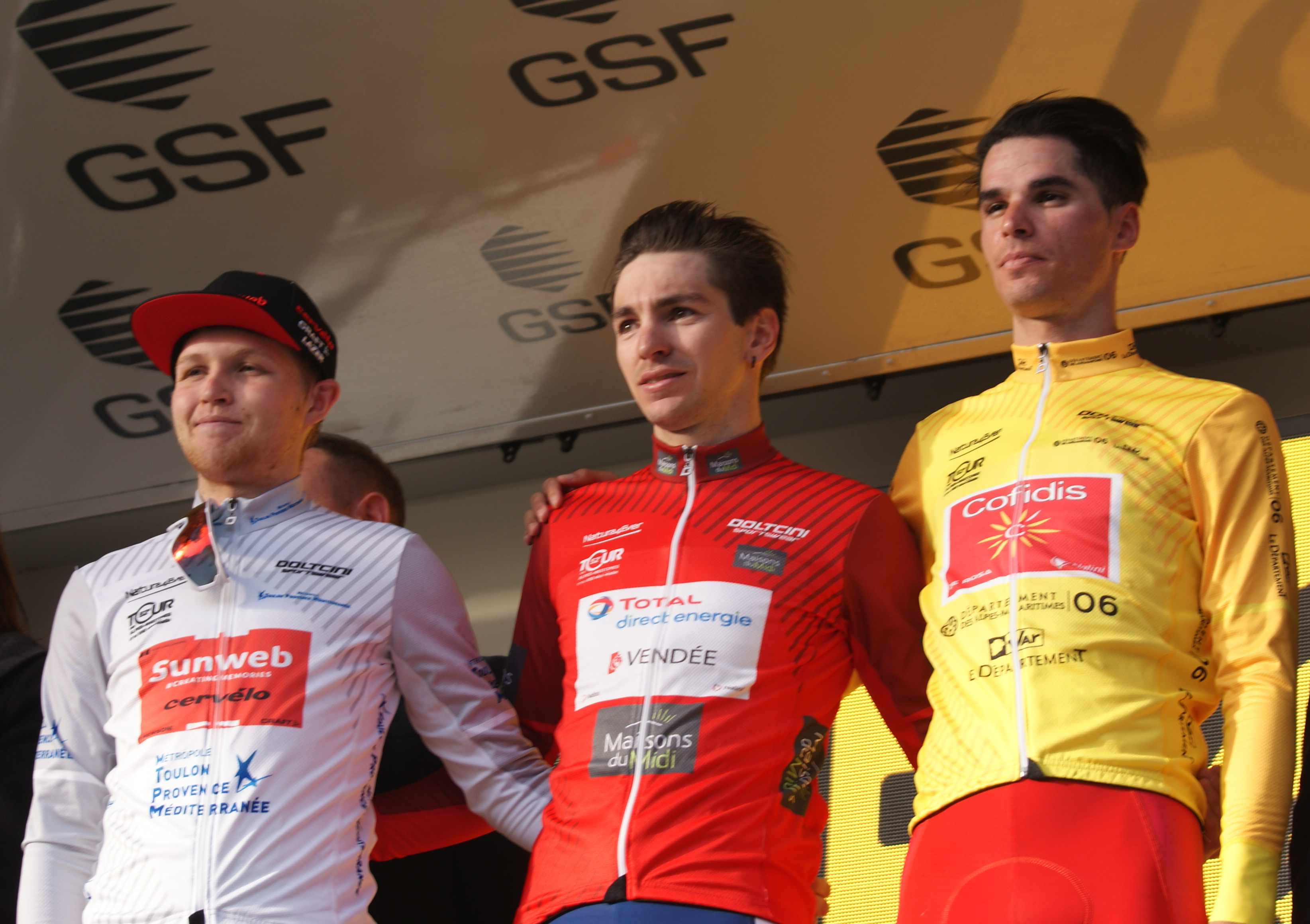
Le podium de la première étape

## Étapes
| Étape     | Date    | Villes étapes                | type                      | Distance (km) | Vainqueur d'étape | Leader du classement général |
| --------- | ------- | ---------------------------- | ------------------------- | ------------- | ----------------- | ---------------------------- |
| 1re étape | 21 fév. | Le Cannet – Grasse           | étape vallonnée           | 186,8         | Anthony Perez     | Anthony Perez                |
| 2e étape  | 22 fév. | Pégomas – col d'Èze          | étape de moyenne montagne | 175,7         | Nairo Quintana    | Nairo Quintana               |
| 3e étape  | 23 fév. | La Londe-les-Maures – Toulon | étape vallonnée           | 136           | Julien Bernard    | Nairo Quintana               |

## Déroulement de la course

### 1reétape
| \| Classement de l'étape \| Classement de l'étape \| Classement de l'étape \| Classement de l'étape \| Classement de l'étape \| \| Coureur \| Coureur \| Pays \| Équipe \| Temps \| \| --------------------- \| --------------------- \| --------------------- \| ------------------------ \| --------------------- \| \| 1er \| Anthony Perez \| France \| Cofidis \| 4 h 54 min 03 s \| \| 2e \| Anthony Turgis \| France \| Total Direct Énergie \| + 2 s \| \| 3e \| Michael Storer \| Australie \| Team Sunweb \| + 4 s \| \| 4e \| Thibaut Pinot \| France \| Groupama-FDJ \| + 6 s \| \| 5e \| Attila Valter \| Hongrie \| CCC Team \| + 6 s \| \| 6e \| Simon Clarke \| Australie \| EF Pro Cycling \| + 6 s \| \| 7e \| Benoît Cosnefroy \| France \| AG2R La Mondiale \| + 6 s \| \| 8e \| Julien El Fares \| France \| Nippo-Delko One Provence \| + 6 s \| \| 9e \| Lilian Calmejane \| France \| Total Direct Énergie \| + 6 s \| \| 10e \| Romain Bardet \| France \| AG2R La Mondiale \| + 6 s \| |                  |           |                          |                 |
| |                  |           |                          |                 |
| Source : ProCyclingStats |                  |           |                          |                 |
| Classement de l'étape |                  |           |                          |                 |
| Coureur | Coureur          | Pays      | Équipe                   | Temps           |
| 1er | Anthony Perez    | France    | Cofidis                  | 4 h 54 min 03 s |
| 2e | Anthony Turgis   | France    | Total Direct Énergie     | + 2 s           |
| 3e | Michael Storer   | Australie | Team Sunweb              | + 4 s           |
| 4e | Thibaut Pinot    | France    | Groupama-FDJ             | + 6 s           |
| 5e | Attila Valter    | Hongrie   | CCC Team                 | + 6 s           |
| 6e | Simon Clarke     | Australie | EF Pro Cycling           | + 6 s           |
| 7e | Benoît Cosnefroy | France    | AG2R La Mondiale         | + 6 s           |
| 8e | Julien El Fares  | France    | Nippo-Delko One Provence | + 6 s           |
| 9e | Lilian Calmejane | France    | Total Direct Énergie     | + 6 s           |
| 10e | Romain Bardet    | France    | AG2R La Mondiale         | + 6 s           |

| \| Classement général \| Classement général \| Classement général \| Classement général \| Classement général \| \| Coureur \| Coureur \| Pays \| Équipe \| Temps \| \| ------------------ \| ------------------ \| ------------------ \| ------------------------ \| ------------------ \| \| 1er \| Anthony Perez \| France \| Cofidis \| 4 h 54 min 03 s \| \| 2e \| Anthony Turgis \| France \| Total Direct Énergie \| + 2 s \| \| 3e \| Michael Storer \| Australie \| Team Sunweb \| + 4 s \| \| 4e \| Thibaut Pinot \| France \| Groupama-FDJ \| + 6 s \| \| 5e \| Attila Valter \| Hongrie \| CCC Team \| + 6 s \| \| 6e \| Simon Clarke \| Australie \| EF Pro Cycling \| + 6 s \| \| 7e \| Benoît Cosnefroy \| France \| AG2R La Mondiale \| + 6 s \| \| 8e \| Julien El Fares \| France \| Nippo-Delko One Provence \| + 6 s \| \| 9e \| Lilian Calmejane \| France \| Total Direct Énergie \| + 6 s \| \| 10e \| Romain Bardet \| France \| AG2R La Mondiale \| + 6 s \| |                  |           |                          |                 |
| |                  |           |                          |                 |
| Source : ProCyclingStats |                  |           |                          |                 |
| Classement général |                  |           |                          |                 |
| Coureur | Coureur          | Pays      | Équipe                   | Temps           |
| 1er | Anthony Perez    | France    | Cofidis                  | 4 h 54 min 03 s |
| 2e | Anthony Turgis   | France    | Total Direct Énergie     | + 2 s           |
| 3e | Michael Storer   | Australie | Team Sunweb              | + 4 s           |
| 4e | Thibaut Pinot    | France    | Groupama-FDJ             | + 6 s           |
| 5e | Attila Valter    | Hongrie   | CCC Team                 | + 6 s           |
| 6e | Simon Clarke     | Australie | EF Pro Cycling           | + 6 s           |
| 7e | Benoît Cosnefroy | France    | AG2R La Mondiale         | + 6 s           |
| 8e | Julien El Fares  | France    | Nippo-Delko One Provence | + 6 s           |
| 9e | Lilian Calmejane | France    | Total Direct Énergie     | + 6 s           |
| 10e | Romain Bardet    | France    | AG2R La Mondiale         | + 6 s           |

### 2eétape
| \| Classement de l'étape \| Classement de l'étape \| Classement de l'étape \| Classement de l'étape \| Classement de l'étape \| \| Coureur \| Coureur \| Pays \| Équipe \| Temps \| \| --------------------- \| --------------------- \| --------------------- \| -------------------------- \| --------------------- \| \| 1er \| Nairo Quintana \| Colombie \| Arkéa-Samsic \| 4 h 44 min 17 s \| \| 2e \| Simon Clarke \| Australie \| EF Pro Cycling \| + 40 s \| \| 3e \| Lilian Calmejane \| France \| Total Direct Énergie \| + 40 s \| \| 4e \| Thibaut Pinot \| France \| Groupama-FDJ \| + 40 s \| \| 5e \| Fausto Masnada \| Italie \| CCC Team \| + 40 s \| \| 6e \| Nicolas Roche \| Irlande \| Team Sunweb \| + 40 s \| \| 7e \| Nicolas Edet \| France \| Cofidis \| + 40 s \| \| 8e \| Sam Oomen \| Pays-Bas \| Team Sunweb \| + 40 s \| \| 9e \| Romain Bardet \| France \| AG2R La Mondiale \| + 40 s \| \| 10e \| Laurens Huys \| Belgique \| Bingoal-Wallonie Bruxelles \| + 40 s \| |                  |           |                            |                 |
| |                  |           |                            |                 |
| Source : ProCyclingStats |                  |           |                            |                 |
| Classement de l'étape |                  |           |                            |                 |
| Coureur | Coureur          | Pays      | Équipe                     | Temps           |
| 1er | Nairo Quintana   | Colombie  | Arkéa-Samsic               | 4 h 44 min 17 s |
| 2e | Simon Clarke     | Australie | EF Pro Cycling             | + 40 s          |
| 3e | Lilian Calmejane | France    | Total Direct Énergie       | + 40 s          |
| 4e | Thibaut Pinot    | France    | Groupama-FDJ               | + 40 s          |
| 5e | Fausto Masnada   | Italie    | CCC Team                   | + 40 s          |
| 6e | Nicolas Roche    | Irlande   | Team Sunweb                | + 40 s          |
| 7e | Nicolas Edet     | France    | Cofidis                    | + 40 s          |
| 8e | Sam Oomen        | Pays-Bas  | Team Sunweb                | + 40 s          |
| 9e | Romain Bardet    | France    | AG2R La Mondiale           | + 40 s          |
| 10e | Laurens Huys     | Belgique  | Bingoal-Wallonie Bruxelles | + 40 s          |

| \| Classement général \| Classement général \| Classement général \| Classement général \| Classement général \| \| Coureur \| Coureur \| Pays \| Équipe \| Temps \| \| ------------------ \| ------------------ \| ------------------ \| -------------------- \| ------------------ \| \| 1er \| Nairo Quintana \| Colombie \| Arkéa-Samsic \| 9 h 38 min 26 s \| \| 2e \| Michael Storer \| Australie \| Team Sunweb \| + 38 s \| \| 3e \| Simon Clarke \| Australie \| EF Pro Cycling \| + 40 s \| \| 4e \| Thibaut Pinot \| France \| Groupama-FDJ \| + 40 s \| \| 5e \| Lilian Calmejane \| France \| Total Direct Énergie \| + 40 s \| \| 6e \| Fausto Masnada \| Italie \| CCC Team \| + 40 s \| \| 7e \| Romain Bardet \| France \| AG2R La Mondiale \| + 40 s \| \| 8e \| Attila Valter \| Hongrie \| CCC Team \| + 40 s \| \| 9e \| Sam Oomen \| Pays-Bas \| Team Sunweb \| + 40 s \| \| 10e \| Nicolas Edet \| France \| Cofidis \| + 40 s \| |                  |           |                      |                 |
| |                  |           |                      |                 |
| Source : ProCyclingStats |                  |           |                      |                 |
| Classement général |                  |           |                      |                 |
| Coureur | Coureur          | Pays      | Équipe               | Temps           |
| 1er | Nairo Quintana   | Colombie  | Arkéa-Samsic         | 9 h 38 min 26 s |
| 2e | Michael Storer   | Australie | Team Sunweb          | + 38 s          |
| 3e | Simon Clarke     | Australie | EF Pro Cycling       | + 40 s          |
| 4e | Thibaut Pinot    | France    | Groupama-FDJ         | + 40 s          |
| 5e | Lilian Calmejane | France    | Total Direct Énergie | + 40 s          |
| 6e | Fausto Masnada   | Italie    | CCC Team             | + 40 s          |
| 7e | Romain Bardet    | France    | AG2R La Mondiale     | + 40 s          |
| 8e | Attila Valter    | Hongrie   | CCC Team             | + 40 s          |
| 9e | Sam Oomen        | Pays-Bas  | Team Sunweb          | + 40 s          |
| 10e | Nicolas Edet     | France    | Cofidis              | + 40 s          |

### 3eétape
| \| Classement de l'étape \| Classement de l'étape \| Classement de l'étape \| Classement de l'étape \| Classement de l'étape \| \| Coureur \| Coureur \| Pays \| Équipe \| Temps \| \| --------------------- \| --------------------------- \| --------------------- \| -------------------------------- \| --------------------- \| \| 1er \| Julien Bernard \| France \| Trek-Segafredo \| 3 h 28 min 51 s \| \| 2e \| Nans Peters \| France \| AG2R La Mondiale \| + 3 s \| \| 3e \| Lars van den Berg \| Pays-Bas \| Équipe continentale Groupama-FDJ \| + 42 s \| \| 4e \| Kenny Molly \| Belgique \| Bingoal-Wallonie Bruxelles \| + 1 min 18 s \| \| 5e \| Eddy Finé \| France \| Cofidis \| + 1 min 34 s \| \| 6e \| Reinardt Janse van Rensburg \| Afrique du Sud \| NTT Pro Cycling \| + 2 min 10 s \| \| 7e \| Nairo Quintana \| Colombie \| Arkéa-Samsic \| + 2 min 15 s \| \| 8e \| Romain Bardet \| France \| AG2R La Mondiale \| + 2 min 15 s \| \| 9e \| Richie Porte \| Australie \| Trek-Segafredo \| + 2 min 15 s \| \| 10e \| Tanel Kangert \| Estonie \| EF Pro Cycling \| + 2 min 32 s \| |                             |                |                                  |                 |
| |                             |                |                                  |                 |
| Source : ProCyclingStats |                             |                |                                  |                 |
| Classement de l'étape |                             |                |                                  |                 |
| Coureur | Coureur                     | Pays           | Équipe                           | Temps           |
| 1er | Julien Bernard              | France         | Trek-Segafredo                   | 3 h 28 min 51 s |
| 2e | Nans Peters                 | France         | AG2R La Mondiale                 | + 3 s           |
| 3e | Lars van den Berg           | Pays-Bas       | Équipe continentale Groupama-FDJ | + 42 s          |
| 4e | Kenny Molly                 | Belgique       | Bingoal-Wallonie Bruxelles       | + 1 min 18 s    |
| 5e | Eddy Finé                   | France         | Cofidis                          | + 1 min 34 s    |
| 6e | Reinardt Janse van Rensburg | Afrique du Sud | NTT Pro Cycling                  | + 2 min 10 s    |
| 7e | Nairo Quintana              | Colombie       | Arkéa-Samsic                     | + 2 min 15 s    |
| 8e | Romain Bardet               | France         | AG2R La Mondiale                 | + 2 min 15 s    |
| 9e | Richie Porte                | Australie      | Trek-Segafredo                   | + 2 min 15 s    |
| 10e | Tanel Kangert               | Estonie        | EF Pro Cycling                   | + 2 min 32 s    |

## Classements finals

### Classement général final
| \| Classement général \| Classement général \| Classement général \| Classement général \| Classement général \| \| Coureur \| Coureur \| Pays \| Équipe \| Temps \| \| ------------------ \| ------------------ \| ------------------ \| ------------------------ \| ------------------ \| \| 1er \| Nairo Quintana \| Colombie \| Arkéa-Samsic \| 13 h 09 min 32 s \| \| 2e \| Romain Bardet \| France \| AG2R La Mondiale \| + 40 s \| \| 3e \| Richie Porte \| Australie \| Trek-Segafredo \| + 40 s \| \| 4e \| Tanel Kangert \| Estonie \| EF Pro Cycling \| + 57 s \| \| 5e \| Nicolas Edet \| France \| Cofidis \| + 59 s \| \| 6e \| Thibaut Pinot \| France \| Groupama-FDJ \| + 1 min 04 s \| \| 7e \| Nicolas Roche \| Irlande \| Team Sunweb \| + 1 min 06 s \| \| 8e \| Julien El Fares \| France \| Nippo-Delko One Provence \| + 1 min 06 s \| \| 9e \| Fausto Masnada \| Italie \| CCC Team \| + 1 min 10 s \| \| 10e \| Attila Valter \| Hongrie \| CCC Team \| + 1 min 14 s \| |                 |           |                          |                  |
| |                 |           |                          |                  |
| Source : ProCyclingStats |                 |           |                          |                  |
| Classement général |                 |           |                          |                  |
| Coureur | Coureur         | Pays      | Équipe                   | Temps            |
| 1er | Nairo Quintana  | Colombie  | Arkéa-Samsic             | 13 h 09 min 32 s |
| 2e | Romain Bardet   | France    | AG2R La Mondiale         | + 40 s           |
| 3e | Richie Porte    | Australie | Trek-Segafredo           | + 40 s           |
| 4e | Tanel Kangert   | Estonie   | EF Pro Cycling           | + 57 s           |
| 5e | Nicolas Edet    | France    | Cofidis                  | + 59 s           |
| 6e | Thibaut Pinot   | France    | Groupama-FDJ             | + 1 min 04 s     |
| 7e | Nicolas Roche   | Irlande   | Team Sunweb              | + 1 min 06 s     |
| 8e | Julien El Fares | France    | Nippo-Delko One Provence | + 1 min 06 s     |
| 9e | Fausto Masnada  | Italie    | CCC Team                 | + 1 min 10 s     |
| 10e | Attila Valter   | Hongrie   | CCC Team                 | + 1 min 14 s     |

### Classements annexes
| Classement par points | Classement par points | Classement par points | Classement par points | Classement par points |
| Coureur               | Coureur               | Pays                  | Équipe                | Points                |
| --------------------- | --------------------- | --------------------- | --------------------- | --------------------- |
| 1er                   | Nairo Quintana        | Colombie              | Arkéa-Samsic          | 39 pts                |
| 2e                    | Anthony Perez         | France                | Cofidis               | 37 pts                |
| 3e                    | Thibaut Pinot         | France                | Groupama-FDJ          | 32 pts                |
| 4e                    | Simon Clarke          | Australie             | EF Pro Cycling        | 30 pts                |
| 5e                    | Anthony Turgis        | France                | Total Direct Énergie  | 30 pts                |
| 6e                    | Julien Bernard        | France                | Trek-Segafredo        | 25 pts                |
| 7e                    | Eddy Finé             | France                | Cofidis               | 24 pts                |
| 8e                    | Lilian Calmejane      | France                | Total Direct Énergie  | 23 pts                |
| 9e                    | Romain Bardet         | France                | AG2R La Mondiale      | 21 pts                |
| 10e                   | Michael Storer        | Australie             | Team Sunweb           | 21 pts                |

| Classement par points | Classement par points | Classement par points | Classement par points | Classement par points |
| Coureur               | Coureur               | Pays                  | Équipe                | Points                |
| --------------------- | --------------------- | --------------------- | --------------------- | --------------------- |
| 1er                   | Nairo Quintana        | Colombie              | Arkéa-Samsic          | 39 pts                |
| 2e                    | Anthony Perez         | France                | Cofidis               | 37 pts                |
| 3e                    | Thibaut Pinot         | France                | Groupama-FDJ          | 32 pts                |
| 4e                    | Simon Clarke          | Australie             | EF Pro Cycling        | 30 pts                |
| 5e                    | Anthony Turgis        | France                | Total Direct Énergie  | 30 pts                |
| 6e                    | Julien Bernard        | France                | Trek-Segafredo        | 25 pts                |
| 7e                    | Eddy Finé             | France                | Cofidis               | 24 pts                |
| 8e                    | Lilian Calmejane      | France                | Total Direct Énergie  | 23 pts                |
| 9e                    | Romain Bardet         | France                | AG2R La Mondiale      | 21 pts                |
| 10e                   | Michael Storer        | Australie             | Team Sunweb           | 21 pts                |

| Classement de la montagne | Classement de la montagne | Classement de la montagne | Classement de la montagne  | Classement de la montagne |
| Coureur                   | Coureur                   | Pays                      | Équipe                     | Points                    |
| ------------------------- | ------------------------- | ------------------------- | -------------------------- | ------------------------- |
| 1er                       | Julien Bernard            | France                    | Trek-Segafredo             | 16 pts                    |
| 2e                        | Damian Lüscher            | Suisse                    | Swiss Racing Academy       | 14 pts                    |
| 3e                        | Mathijs Paasschens        | Pays-Bas                  | Bingoal-Wallonie Bruxelles | 14 pts                    |
| 4e                        | Anthony Turgis            | France                    | Total Direct Énergie       | 12 pts                    |
| 5e                        | Nans Peters               | France                    | AG2R La Mondiale           | 12 pts                    |
| 6e                        | Nigel Ellsay              | Canada                    | Rally Cycling              | 8 pts                     |
| 7e                        | Léo Vincent               | France                    | Groupama-FDJ               | 6 pts                     |
| 8e                        | Michael Gogl              | Autriche                  | NTT Pro Cycling            | 6 pts                     |
| 9e                        | Alessandro Fedeli         | Italie                    | Nippo-Delko One Provence   | 6 pts                     |
| 10e                       | Kenny Molly               | Belgique                  | Bingoal-Wallonie Bruxelles | 4 pts                     |

| Classement de la montagne | Classement de la montagne | Classement de la montagne | Classement de la montagne  | Classement de la montagne |
| Coureur                   | Coureur                   | Pays                      | Équipe                     | Points                    |
| ------------------------- | ------------------------- | ------------------------- | -------------------------- | ------------------------- |
| 1er                       | Julien Bernard            | France                    | Trek-Segafredo             | 16 pts                    |
| 2e                        | Damian Lüscher            | Suisse                    | Swiss Racing Academy       | 14 pts                    |
| 3e                        | Mathijs Paasschens        | Pays-Bas                  | Bingoal-Wallonie Bruxelles | 14 pts                    |
| 4e                        | Anthony Turgis            | France                    | Total Direct Énergie       | 12 pts                    |
| 5e                        | Nans Peters               | France                    | AG2R La Mondiale           | 12 pts                    |
| 6e                        | Nigel Ellsay              | Canada                    | Rally Cycling              | 8 pts                     |
| 7e                        | Léo Vincent               | France                    | Groupama-FDJ               | 6 pts                     |
| 8e                        | Michael Gogl              | Autriche                  | NTT Pro Cycling            | 6 pts                     |
| 9e                        | Alessandro Fedeli         | Italie                    | Nippo-Delko One Provence   | 6 pts                     |
| 10e                       | Kenny Molly               | Belgique                  | Bingoal-Wallonie Bruxelles | 4 pts                     |

| Classement du meilleur jeune | Classement du meilleur jeune | Classement du meilleur jeune | Classement du meilleur jeune | Classement du meilleur jeune |
| Coureur                      | Coureur                      | Pays                         | Équipe                       | Temps                        |
| ---------------------------- | ---------------------------- | ---------------------------- | ---------------------------- | ---------------------------- |
| 1er                          | Attila Valter                | Hongrie                      | CCC Team                     | 13 h 10 min 46 s             |
| 2e                           | Michael Storer               | Australie                    | Team Sunweb                  | + 11 s                       |
| 3e                           | Laurens Huys                 | Belgique                     | Bingoal-Wallonie Bruxelles   | + 5 min 38 s                 |
| 4e                           | Dorian Godon                 | France                       | AG2R La Mondiale             | + 9 min 03 s                 |
| 5e                           | Georg Zimmermann             | Allemagne                    | CCC Team                     | + 11 min 29 s                |
| 6e                           | Mark Donovan                 | Royaume-Uni                  | Team Sunweb                  | + 11 min 32 s                |
| 7e                           | Kenny Molly                  | Belgique                     | Bingoal-Wallonie Bruxelles   | + 12 min 20 s                |
| 8e                           | Eddy Finé                    | France                       | Cofidis                      | + 12 min 36 s                |
| 9e                           | Luis Villalobos              | Mexique                      | EF Pro Cycling               | + 14 min 20 s                |
| 10e                          | William Barta                | États-Unis                   | CCC Team                     | + 14 min 20 s                |

| Classement du meilleur jeune | Classement du meilleur jeune | Classement du meilleur jeune | Classement du meilleur jeune | Classement du meilleur jeune |
| Coureur                      | Coureur                      | Pays                         | Équipe                       | Temps                        |
| ---------------------------- | ---------------------------- | ---------------------------- | ---------------------------- | ---------------------------- |
| 1er                          | Attila Valter                | Hongrie                      | CCC Team                     | 13 h 10 min 46 s             |
| 2e                           | Michael Storer               | Australie                    | Team Sunweb                  | + 11 s                       |
| 3e                           | Laurens Huys                 | Belgique                     | Bingoal-Wallonie Bruxelles   | + 5 min 38 s                 |
| 4e                           | Dorian Godon                 | France                       | AG2R La Mondiale             | + 9 min 03 s                 |
| 5e                           | Georg Zimmermann             | Allemagne                    | CCC Team                     | + 11 min 29 s                |
| 6e                           | Mark Donovan                 | Royaume-Uni                  | Team Sunweb                  | + 11 min 32 s                |
| 7e                           | Kenny Molly                  | Belgique                     | Bingoal-Wallonie Bruxelles   | + 12 min 20 s                |
| 8e                           | Eddy Finé                    | France                       | Cofidis                      | + 12 min 36 s                |
| 9e                           | Luis Villalobos              | Mexique                      | EF Pro Cycling               | + 14 min 20 s                |
| 10e                          | William Barta                | États-Unis                   | CCC Team                     | + 14 min 20 s                |

| Classement par équipes | Classement par équipes     | Classement par équipes | Classement par équipes |
| Équipe                 | Équipe                     | Pays                   | Temps                  |
| ---------------------- | -------------------------- | ---------------------- | ---------------------- |
| 1re                    | Trek-Segafredo             | États-Unis             | 39 h 29 min 59 s       |
| 2e                     | Groupama-FDJ               | France                 | + 1 min 32 s           |
| 3e                     | Team Sunweb                | Allemagne              | + 3 min 13 s           |
| 4e                     | CCC Team                   | Pologne                | + 4 min 06 s           |
| 5e                     | AG2R La Mondiale           | France                 | + 4 min 28 s           |
| 6e                     | Arkéa-Samsic               | France                 | + 7 min 15 s           |
| 7e                     | EF Pro Cycling             | États-Unis             | + 10 min 47 s          |
| 8e                     | NTT Pro Cycling            | Afrique du Sud         | + 11 min 00 s          |
| 9e                     | Nippo Delko One Provence   | France                 | + 16 min 56 s          |
| 10e                    | Bingoal-Wallonie Bruxelles | Belgique               | + 21 min 00 s          |

| Classement par équipes | Classement par équipes     | Classement par équipes | Classement par équipes |
| Équipe                 | Équipe                     | Pays                   | Temps                  |
| ---------------------- | -------------------------- | ---------------------- | ---------------------- |
| 1re                    | Trek-Segafredo             | États-Unis             | 39 h 29 min 59 s       |
| 2e                     | Groupama-FDJ               | France                 | + 1 min 32 s           |
| 3e                     | Team Sunweb                | Allemagne              | + 3 min 13 s           |
| 4e                     | CCC Team                   | Pologne                | + 4 min 06 s           |
| 5e                     | AG2R La Mondiale           | France                 | + 4 min 28 s           |
| 6e                     | Arkéa-Samsic               | France                 | + 7 min 15 s           |
| 7e                     | EF Pro Cycling             | États-Unis             | + 10 min 47 s          |
| 8e                     | NTT Pro Cycling            | Afrique du Sud         | + 11 min 00 s          |
| 9e                     | Nippo Delko One Provence   | France                 | + 16 min 56 s          |
| 10e                    | Bingoal-Wallonie Bruxelles | Belgique               | + 21 min 00 s          |

### Classement UCI
La course attribue des points au Classement mondial UCI 2020 selon le barème suivant.
| Position           | 1er | 2e | 3e | 4e | 5e | 6e | 7e | 8e | 9e | 10e | 11e | 12e | 13e à 15e | 16e à 25e |
| Classement général | 125 | 85 | 70 | 60 | 50 | 40 | 35 | 30 | 25 | 20  | 15  | 10  | 5         | 3         |
| Par étape          | 14  | 5  | 3  |    |    |    |    |    |    |     |     |     |           |           |
| Leader, par étape  | 3   |    |    |    |    |    |    |    |    |     |     |     |           |           |

## Évolution des classements
| Étape              | Vainqueur          | Classement général | Classement par points | Classement de la montagne | Classement du meilleur jeune | Classement par équipes |
| ------------------ | ------------------ | ------------------ | --------------------- | ------------------------- | ---------------------------- | ---------------------- |
| 1                  | Anthony Perez      | Anthony Perez      | Anthony Perez         | Anthony Turgis            | Michael Storer               | Sunweb                 |
| 2                  | Nairo Quintana     | Nairo Quintana     | Anthony Perez         | Damian Lüscher            | Michael Storer               | Sunweb                 |
| 3                  | Julien Bernard     | Nairo Quintana     | Nairo Quintana        | Julien Bernard            | Attila Valter                | Trek-Segafredo         |
| Classements finals | Classements finals | Nairo Quintana     | Nairo Quintana        | Julien Bernard            | Attila Valter                | Trek-Segafredo         |

## Liste des participants
- Liste de départ complète